# Rutzenhof

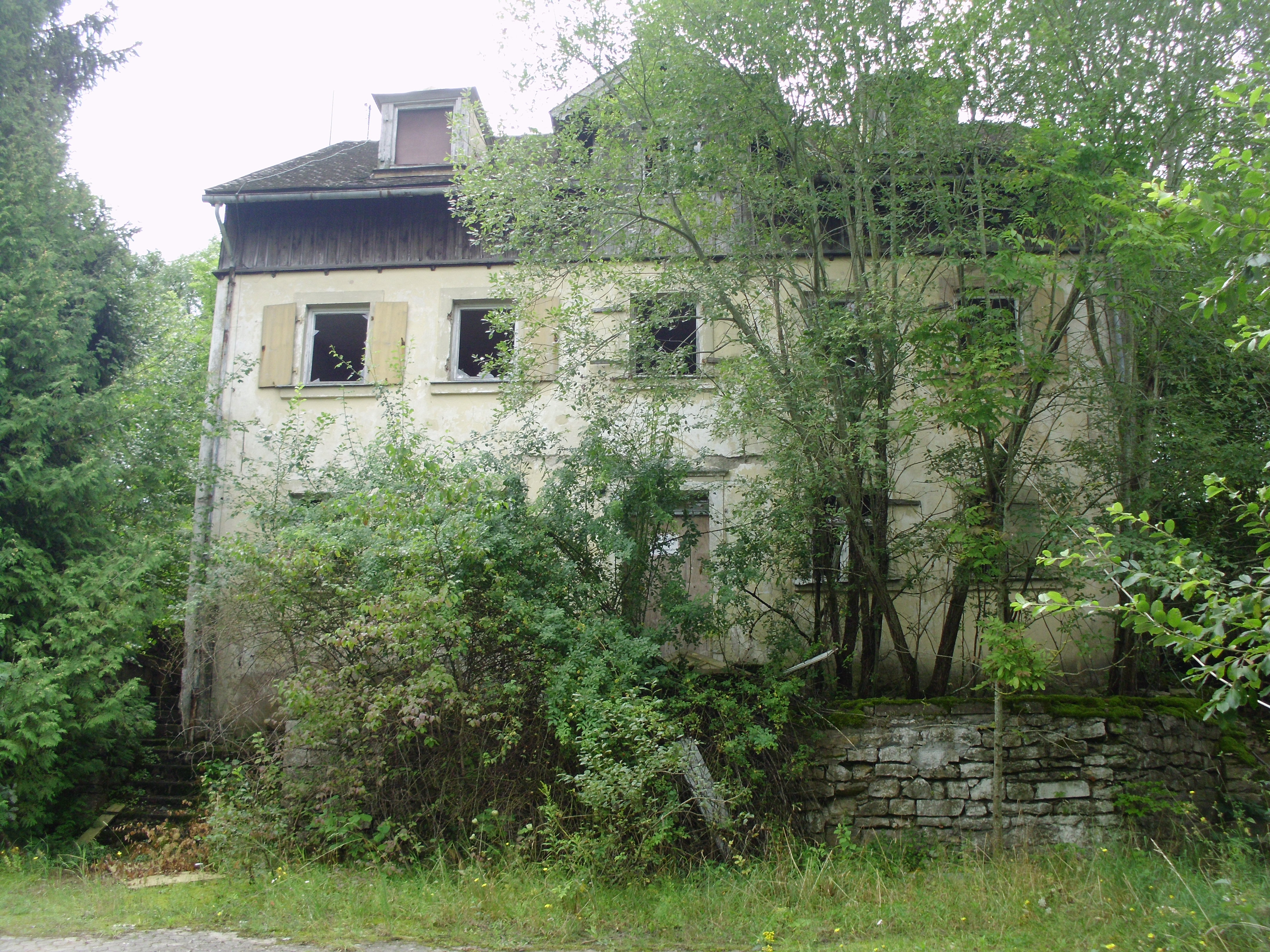
Der Hauptbau des Rutzenhofes im Jahr 2014

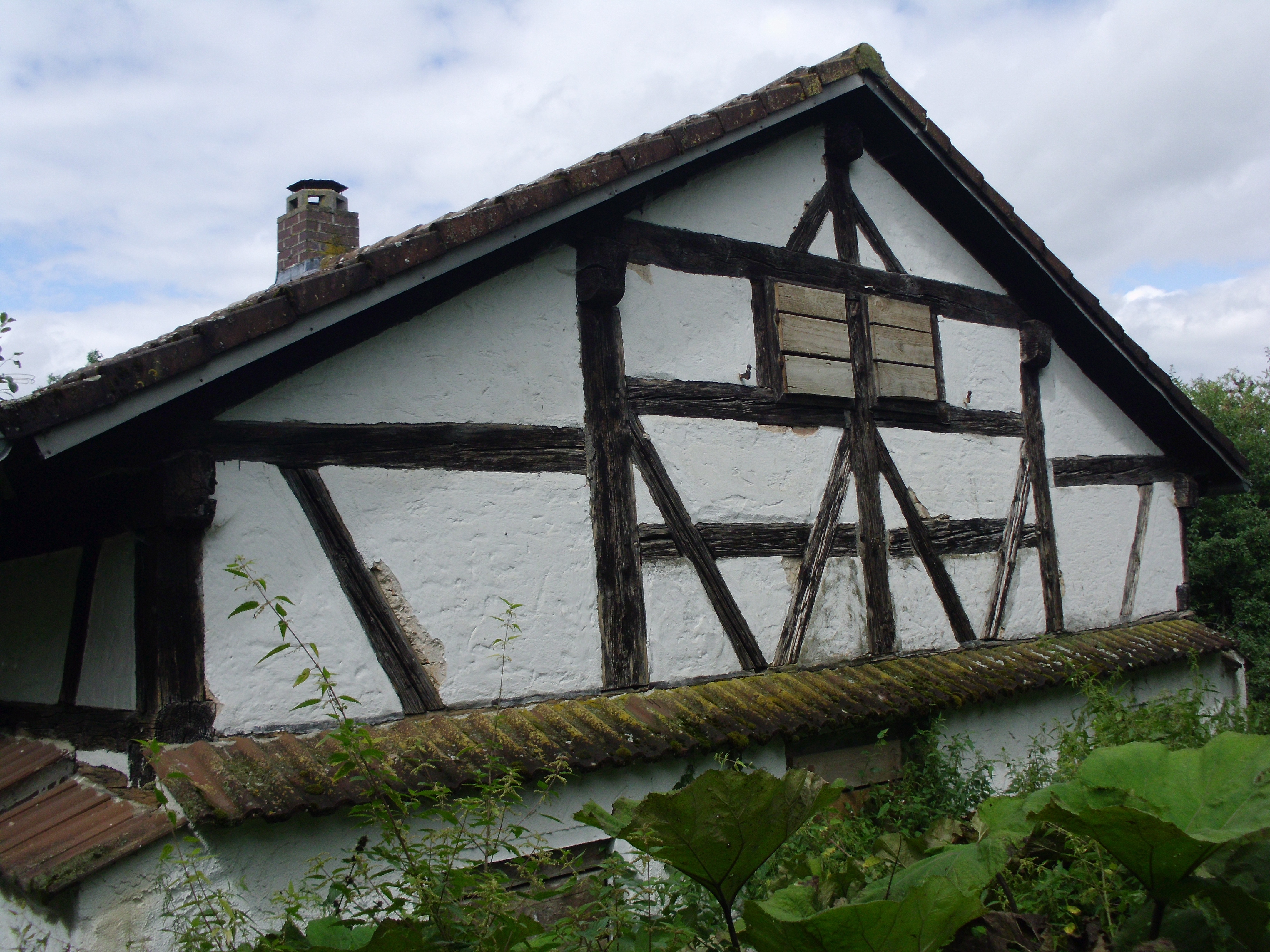
Das „Lutherhäusl“

Rutzenhof ist ein Gemeindeteil der Stadt Treuchtlingen im Landkreis Weißenburg-Gunzenhausen (Mittelfranken, Bayern). Rutzenhof liegt in der Gemarkung Haag bei Treuchtlingen.

## Lage
Die Einöde liegt in der Südlichen Frankenalb südlich des Treuchtlinger Gemeindeteils Hürth. Zu erreichen ist der Hof über eine Abzweigung der Gemeindeverbindungsstraße, die von der Bundesstraße 2 in westlicher Richtung nach Hürth führt.

## Geschichte
Der Hof ist wohl nach dem 10. Jahrhundert entstanden und erstmals 1214 im Pappenheimer Urbar erwähnt: Zweieinhalb Gütlein zinsten für die Vogtei der Herrschaft Pappenheim. 1297 gab Reinboto, Bischof von Eichstätt, dem Kloster St. Walburg in Eichstätt den großen und kleinen Zehent, die Ulrich von Treuchtlingen an das Benediktinerinnen-Kloster verkaufte; 1300 zinsten zweieinhalb Lehen an das Kloster. Der Ortsname wird gedeutet als „Zu dem Hof des Ruozo“. 1342 gehörte der Rutzenhof dem Marschall von Pappenheim. 1361 vermachte Heinrich Marschall von Pappenheim „Gült und Zins“ aus „Rudzenhofen“ seiner Ehefrau. 1479 wird aber vermeldet, dass die Zehnten an die Benediktinerinnen in Eichstätt gehen. 1537 saß ein Hans Pflaumer auf dem „Rutzenhoff“ und zinste nach Pappenheim. Ein weiterer Hofbetreiber ist aus dem 17. Jahrhundert überliefert: 1631 beanspruchte das Kloster St. Walburg nach dem Tod des Hans Zagelmeier vom „Ruzenhof“ das „beste Roß“.
Im wohl spätmittelalterlichen „Lutherhäusl“ des Rutzenhofes, einem erdgeschossigen Fachwerkbau in Jura-Bauweise mit Kniestock und Legschieferdach, soll Martin Luther im Oktober 1518 auf seiner Flucht von Augsburg über Monheim nach Nürnberg genächtigt haben. Das Lutherhäusl und das Haupthaus des Hofes aus dem Jahr 1817 stehen unter Denkmalschutz.
Am Ende des Heiligen Römischen Reiches war der Rutzenhof ein Anwesen, das der Herrschaft Pappenheim gehörte; Pappenheim hatte auch die Fraisch inne. Kirchlich gehörte der Weiler zur evangelischen Pfarrei Rehlingen.
Im neuen Königreich Bayern wurde das Hofgut 1808 dem Steuerdistrikt Rehlingen zugewiesen. Als 1818 die Ruralgemeinde „Haag und Weiler“ gebildet wurde, gehörte dieser auch der Rutzenhof an. Haag und damit auch der Rutzenhof unterstanden dem Landgericht Pappenheim und dem Rentamt Weißenburg, aus dem 1862 das Bezirksamt Weißenburg und 1939 der Landkreis Weißenburg wurde. Im Zuge der Gebietsreform in Bayern ließ sich die Gemeinde Haag „bei Treuchtlingen“ (Namenszusatz seit 1927) am 1. Januar 1972 nach Treuchtlingen eingemeinden.
Zwischen 1925 und 1940 beherbergte der Hof häufig Nürnberger und Weißenburger Familien als Feriengäste. Noch 1984 wurde auf dem Hof gemischte Landwirtschaft betrieben. Heute sind der Hauptbau des Hofes und das Lutherhäusl unbewohnt, und der Hauptbau darf laut dortigen Warnschildern wegen seines schlechten Zustandes nicht mehr betreten werden. Eigentümer des Hofes, der in einer vorgesehenen Tonabbaufläche liegt, ist laut einem Zeitungsbericht von 2013 „seit etlichen Jahren ein Unternehmer aus der Steinindustrie“.

### Einwohnerzahlen
- 1818 und 1824: 10  Einwohner in 2 Wohngebäuden[9]
- 1840: 5 Einwohner (1 Familien), 1 Haus; zur Pfarrei und Schule Rehlingen gehörend.[14]
- 1861: 9 Einwohner, 1 Gebäude[15]
- 1950: 45 Einwohner, 2 Wohngebäude[9]
- 1961: 17 Einwohner, 3 Wohngebäude[16]
- 1987: 6 Einwohner, 1 Wohngebäude[17]